# Dabney dos Santos
Dabney dos Santos Souza (Amsterdam, 21 juli 1996) is een Nederlands profvoetballer van Kaapverdische afkomst die doorgaans als middenvelder of aanvaller speelt.

## AZ
Dos Santos speelde in de jeugd bij FC Abcoude en AVV Zeeburgia voor hij werd opgenomen in de jeugdopleiding van AZ, waar hij begon in de C2. Hier debuteerde hij op 25 oktober 2014 in het eerste elftal, in een wedstrijd in de Eredivisie thuis tegen FC Groningen. Hij viel die dag in voor Thom Haye. Dos Santos groeide al snel uit tot gewaardeerde kracht voor de Alkmaarders. In zijn eerste drie seizoenen speelde hij in totaal 110 officiële duels, waarin hij 13 keer scoorde.
Onder trainer John van den Brom liep zijn speeltijd echter terug, waardoor hij op huurbasis mocht vertrekken.

## Sparta Rotterdam
Op 4 januari 2018 werd bekend dat Dos Santos op huurbasis naar Sparta Rotterdam vertrekt. Met de Rotterdamse club, waar hij door Dick Advocaat hoofdzakelijk als invaller werd gebruikt, degradeerde hij via de nacompetitie uit de Eredivisie. Dos Santos keerde terug naar AZ.

## Heracles Almelo
In de voorbereiding op seizoen 2018/2019 werd Dos Santos niet in de wedstrijdselectie opgenomen. Een vertrek bij AZ, waar hij nog een contract had voor één seizoen, was dan ook de beste optie. Hij tekende daarom in augustus 2018 een contract tot medio 2020 bij Heracles Almelo.
In zij twee seizoenen bij Heracles kwam hij tot respectievelijk 18 en 19 wedstrijden in de eredivisie.

## FC Sheriff
Na afloop van zijn contract bij Heracles Almelo tekende Dos Santos op de laatste dag van de transfermarkt een contract in Moldavië bij FC Sheriff. Met deze club werd Dos Santos kampioen van Moldavië. Dos Santos speelde door een hamstringblessure echter niet zo veel als hij had gehoopt. Dos Santos had er een zware tijd. Na afloop van het seizoen keerde hij dan ook graag terug naar Nederland.

## Transfervrij
In de voorbereiding op seizoen 2021/2022 speelde Dos Santos op proef bij Go Ahead Eagles. Dit resulteerde niet in een contract. Hij werkte daarna een proefperiode bij 1. FC Saarbrücken af, waar hij een goede indruk maakte maar een ander type voetballer bleek dan de coach voor ogen had.
Tijdens seizoen 2022/2023 traint Dos Santos op proef mee bij AS Trenčín tijdens hun voorbereiding op de tweede seizoenshelft.

## AS Trenčín
Na een succesvolle stage wordt op 18 februari 2023 bekendgemaakt dat Dos Santos een contract heeft getekend bij AS Trenčín. De club biedt hem een kans zijn profcarrière weer op gang te helpen. Een dag later maakt hij als invaller direct zijn officiële debuut voor zijn nieuwe club.

## Internationaal
Dos Santos speelde tussen 2012 en 2016 respectievelijk voor Nederland –17, Nederland –18, Nederland –19 en Nederland –21.

## Statistieken
| Seizoen         | Club               | Competitie        | Competitie | Competitie | Beker | Beker | Internationaal | Internationaal | Overig | Overig | Totaal | Totaal |
| Seizoen         | Club               | Competitie        | Wed.       | Dlp.       | Wed.  | Dlp.  | Wed.           | Dlp.           | Wed.   | Dlp.   | Wed.   | Dlp.   |
| --------------- | ------------------ | ----------------- | ---------- | ---------- | ----- | ----- | -------------- | -------------- | ------ | ------ | ------ | ------ |
| 2014/15         | AZ                 | Eredivisie        | 23         | 2          | 1     | 0     | –              | –              | –      | –      | 24     | 2      |
| 2015/16         | AZ                 | Eredivisie        | 30         | 4          | 5     | 0     | 7              | 1              | –      | –      | 42     | 5      |
| 2016/17         | AZ                 | Eredivisie        | 27         | 5          | 4     | 0     | 9              | 1              | 4      | 0      | 44     | 6      |
| 2017/18         | AZ                 | Eredivisie        | 8          | 1          | 1     | 0     | 0              | 0              | –      | –      | 9      | 1      |
| 2017/18         | Jong AZ            | Eerste divisie    | 5          | 1          | 0     | 0     | 0              | 0              | –      | –      | 5      | 1      |
| 2017/18         | → Sparta Rotterdam | Eredivisie        | 8          | 0          | 0     | 0     | 0              | 0              | 1      | 0      | 9      | 0      |
| 2018/19         | Heracles Almelo    | Eredivisie        | 17         | 0          | 2     | 0     | –              | –              | 2      | 0      | 21     | 0      |
| 2019/20         | Heracles Almelo    | Eredivisie        | 18         | 0          | 2     | 0     | -              | -              | -      | -      | 20     | 0      |
| 2020/21         | FC Sheriff         | Divizia Nationala | 6          | 0          | -     | -     | 1              | 0              | -      | -      | 7      | 0      |
| Carrière totaal | Carrière totaal    | Carrière totaal   | 142        | 13         | 15    | 0     | 17             | 2              | 7      | 0      | 181    | 15     |